# Сказки Венского леса
Сказки Венского леса (нем. Geschichten aus dem Wienerwald, в оригинале разговорное произношение G’schichten) — название вальса Иоганна Штрауса—сына, op. 325, написан в 1868 году.

## Особенности
Это один из самых длинных вальсов и один из шести вальсов Штрауса, где звучит цитра. В партитуре отчётливо заметны фольклорные мотивы (в частности, лендлер). 

## Отражение в культуре
Название «Сказки Венского леса» носят также популярная пьеса Эдёна фон Хорвата (1931) и несколько поставленных по ней фильмов.